# Rodrigo Anes de Penela
Rodrigo Anes de Penela conhecido também como Rodrigo Anes de Valadares (1175 -?) foi um nobre medieval do Reino de Portugal e detentor do senhorio de Penela, a actual vila portuguesa no Distrito de Coimbra, região Centro e sub-região do Pinhal Interior Norte e do senhorio da Quinta do Castro e do senhorio Paço de Estorãos.

## Relações familiares
Foi filho de João Aires de Valadares (1150 -?) e de Gontinha Gomes de Penagate (1150 -?) filha de Gomes Viegas de Penagate. Casou com Dórdia Raimundo de Portocarreiro (1160 -?) filha de Raimundo Garcia de Portocarreiro (1100 -?) e de Gontinha Nunes de Azevedo (1130 -?), de quem teve:
1. Vicente Rodrigues de Penela (1190 -?);
2. Pedro Rodrigues de Penela casado com Maria Soares filha de Soeiro Mendes Facha e de Elvira Gonçalves de Sousa.